# Phylloscopus yunnanensis
El mosquitero de Sichuán (Phylloscopus yunnanensis) es una especie de ave paseriforme de la familia Phylloscopidae que cría en las montañas de China y pasa el invierno en Birmania y Tailandia. 

## Descripción
El mosquitero de Sichuán mide unos 10 cm de largo, con una longitud de ala de 5–6 cm. El plumaje de sus partes superiores es principalmente verde oliváceo y el de sus partes inferiores blanquecino. Presenta largas listas superciliares amarillentas que se juntan en la frente, en contraste con las listas oculares de color pardo oscuro. Además tiene una lista pileal media difusa y verdosa, más marcada en la nuca. Tiene dos listas en las alas blanquecinas y el obispillo blanquecino amarillento. Su pico es corto y puntiagudo (de alrededor de 1 cm), pardo en la parte superior y amarillo parduzco en la inferior. Sus alas son cortas y redondeadas, y sus patas finas y muy oscuras con dedos pardo grisáceos oscuros con la parte inferior más clara. El iris de sus ojos es pardo. Ambos sexos tienen un aspecto similar.

## Distribución y hábitat
Cría en las montañas del interior y noreste de China, distribuido por las provincias de Hebei, Shanxi y Sichuán. Es un pájaro migratorio que pasa el invierno en las montañas de Birmania y Tailandia.
Su hábitat natural son las zonas de matorral de montaña y los bosques de coníferas cercanos. Puede encontrarse en altitudes entre los 200–2800 m s. n. m., pero generalmente está entre los 1000 y 2600 metros. Esta especie prefiere bosques secundarios bajos.

## Comportamiento
El mosquitero de Sichuán puede encontrarse en solitario o en parejas durante la época de cría. Casi siempre se mantienen en las copas de los árboles y arbustos, donde cazan insectos. Los machos también cantan desde lo alto de los árboles.

### Canto
El mosquitero de Sichuán tiene un canto único entre las demás especies de su género. Su canto suele durar sobre un minuto y consiste en un seco y monótono «tsiridi» repetido cinco veces. Las notas de su llamada son altas y variadas, y suelen ser series irregulares de píos tipo «tuit» repetidos cinco veces, luego cuatro series de notas descendentes, finalizadas por otra nota quíntuple. La última frase es un repiqueteo «tuiit-tuii-tii», con un «tii» séptuple. La llamada de proximidad consiste en un «trr-trr» suave.